# Syntormon tarsatus
Syntormon tarsatus är en tvåvingeart som först beskrevs av Fallen 1823.  Syntormon tarsatus ingår i släktet Syntormon och familjen styltflugor. Inga underarter finns listade i Catalogue of Life.